# Павлов, Виталий (хоккеист)
Вита́лий Па́влов (латыш. Vitālijs Pavlovs; род. 17 июня 1989, Рига, Латвия) — латвийский хоккеист, центральный и правый нападающий.

## Карьера
23 февраля 2014 года сайт ИИХФ сообщил, что по результатам допинг-контроля после матча олимпийского хоккейного турнира Латвия — Канада в пробе Павлова был обнаружен запрещённый стимулятор метилгексанамин. Учился в 22 рижской школе

## Достижения
- Обладатель Кубка Надежды 2013 года в составе «Динамо Рига»;
- Чемпион Казахстана: 2012 («Бейбарыс»).